# El Pedregal, Cotaxtla
El Pedregal är en ort i Mexiko.   Den ligger i kommunen Cotaxtla och delstaten Veracruz, i den sydöstra delen av landet, 290 km öster om huvudstaden Mexico City. El Pedregal ligger 103 meter över havet och antalet invånare är 194.
Terrängen runt El Pedregal är platt. Runt El Pedregal är det ganska tätbefolkat, med 65 invånare per kvadratkilometer. Närmaste större samhälle är Cotaxtla, 6,7 km nordost om El Pedregal. Omgivningarna runt El Pedregal är en mosaik av jordbruksmark och naturlig växtlighet.